# Agyphantes sakhalinensis
Agyphantes sakhalinensis là một loài nhện trong họ Linyphiidae.
Loài này thuộc chi Agyphantes. Agyphantes sakhalinensis được Michael Ilmari Saaristo & Yuri M. Marusik miêu tả năm 2004.